# Jean Calvet
Jean Calvet (Castelnau-Montratier, 17 gennaio 1874 – Sèvres, 26 gennaio 1965) è stato un presbitero e teologo francese, specializzato nella letteratura francese. Dal 1942 al 1946 fu pro-rettore e poi rettore dell'Institut catholique de Paris.

## Biografia
Jean Antoine Calvet studiò a Tolosa e a Parigi. Fu ordinato sacerdote nel 1896 nella Diocesi di Cahors; l'anno seguente ottenne la licenza in lettere, superando l'esame di abilitazione all'insegnamento nel 1902. Nel 1907 conseguì il dottorato in legge all'Università di Tolosa con una tesi intitolata De la législation du mariage quant aux points modifiés par la loi du 21 juin 1907 (Sulla Legislazione matrimoniale modificata dalla legge del 21 giugno 1907), pubblicata a Tolosa nel 1908.
Dal 1903 al 1907 insegnò all'Institut catholique de Toulouse e, dal 1908 al 1922, al Collège Stanislas di Parigi. Dal 1922 al 1939 fu professore di storia della letteratura francese (e dal 1934 anche decano dell'Institut catholique de Paris). Nel 1939 divenne protonotario apostolico onorario e ottenne il titolo di Monsignore. Dal 1942 al 1946 successe ad Alfred Baudrillart come prorettore e poi rettore dell'Institut catholique de Paris.
Le sue opere furono pubblicate con lo pseudonimo di Jean Quercy.

## Premi e riconoscimenti
- 1929: Prix Narcisse-Michaut dell'Académie française per il volume intitolato Les Types universels dans la littérature française (I tipi universali nella letteratura francese);
- 1939: Prix de la plus grande France dell'Académie française per la Littérature religieuse de saint François de Sales à Fénelon (La letteratura religiosa da san Francesco di Sales a Fénelon);[2]
- 1942: Prix d'histoire littéraire per la sua opera.[3]
- 1956: Prix Dodo dell'Académie française  per il volume dal titolo La Trame des jours. Propos de spiritualité sur l'élémentaire et le quotidien (La trama dei giorni. Un commento spirituale all'elementare e al quotidiano).[4]

Il Prix de la plus grande France e il Prix d'histoire littéraire  furono assegnati soltanto una volta, rispettivamente nel 1939 e nel 1942.

## Opere

### Critica letteraria
- Les Idées morales de Mme de Sévigné (Philosophes et Penseurs; Vol. 416/417). Bloud, Paris 1907
- Notes de littérature et de morale. Les livres au jour le jour. Retaux, Paris 1908 (avec une introduction d'Émile Faguet)
- La Poésie de Jean Aicard. Portrait littéraire et choix de poèmes. Hatier, Paris 1909
- La Prose de Jean Aicard. Étude littéraire et extraits. Hatier, Paris 1910
- Alfred de Vigny. Portrait littéraire et extraits. Beauchesne, Paris 1914
- Manuel illustré d'histoire de la littérature française. Éditeur Gigord, Paris 1966 (EA Paris 1921)
- Les Types universels dans la littérature française. Édition Lanore, Paris 1963/64 (2 vol.) (EA Paris 1925/28)
- Le renouveau catholique dans la littérature contemporaine. Édition Lanore, Paris 1931 (EA Paris 1927).
- D'une critique catholique (La Nef; vol. 1). Édition Spes, Paris 1927
- La Composition française dans les classes de lettres. Gigord, Paris 1935 (EA Paris 1928)
- Littérature française. Bloud & Gay, Paris 1929
- Polyeucte de Corneille. Étude et analyse (Les chefs-d’œuvre de la littérature expliqués). Éditions Mellottée, Paris 1944 (EA Paris 1929)
- L'Enfant dans la littérature française. Édition Lanore, Paris 1930 (2 vol.)
- Les Types universels dans les littératures étrangères. Édition Lanore, Paris, 1963-1964 (2 vol.) (EA Paris 1932)
- Bossuet. L'homme et l'œuvre (Connaissance des lettres; vol. 8). Hatier-Boivin, Paris 1968 (EA Paris 1941)
- Essai sur la séparation de la religion et de la vie. Molière est-il chrétien ?, Paris, Fernand Lanore, 1950
- (in collaborazione con Marcel Cruppi): Le Bestiaire de la littérature française. Édition Lanore, Paris 1954
- (in collaborazione con Marcel Cruppi): Le Bestiaire de l’Antiquité classique. Édition Lanore, Paris 1955
- (in collaborazione con Marcel Cruppi): Les Animaux dans la littérature sacrée. Édition Lanore, Paris 1956
- Visages d'un demi-siècle. Jean Aicard, Mgr. Batiffol, Cardinal Baudrillart, E. Faguet, Maréchal Foch, Guynemer, Lord Halifax, Jaurès et son assassin, de Monzie, Maréchal Pétain, P. Portal, P. Poucel, Cardinal Suhard. Grasset, Paris 1958
- Petite histoire de la littérature française. Éd. Gigord, Paris 1971
- Essai sur la séparation de la religion et de la vie. Nizet, Paris 1980.

### Miscellanea
- L'abbé Gustave Morel. Professeur à l'Institut catholique de Paris. Librairie de Saints Pères, Paris 1907
- Petit guide du candidat à la licence ès lettres et du jeune professeur. Bloud, Paris 1907
- En collaboration avec C. Chompret: Grammaire française. Gigord, Paris 1912/17
- Cours élémentaire. 1912
- Cours moyen. 1914
- Cours supérieur. 1917
- Conférences populaires. Beauchesne, Paris 1915/17
- Pour refaire la France. 1915
- Le renouvellement intérieur. 1919
- Le problème catholique de l'union des Églises. Gigord, Paris 1921
- traduction en anglais : Rome and reunion. London 1928
- Un artiste chrétien, Joseph Aubert 1849-1924. Édition Lanore, Paris 1926
- Témoins de la conscience française. Alsatia, Paris 1943
- Esquisse d'une Université. Édition Lanore, Paris 1945
- Saint Vincent de Paul. Michael, Paris 1948; tr. in tedesco: Güte ohne Grenzen. Das Leben des heiligen Vincenz von Paul. Verlag Räber, Lucerne 1950
- La Trame des jours. Propos de spiritualité sur l'élémentaire et le quotidien. Paris 1955
- Sainte Louise de Marillac par elle-même. Portrait. Paris 1958; tr. in tedesco: Luise von Marillac. Die unermüdliche Helferin des heiligen Vinzenz von Paul. Ein Porträt. Verlag Räber, Lucerne 1962
- La Lumière de complies. Aubier, Paris 1960
- Réflexions sur le « Phénomène humain » de Pierre Teilhard de Chardin. Éditions Tolra, Paris 1966.